# Vegas Robaina
Die Zigarrenmarke Vegas Robaina ist nach dem Tabakexperten Alejandro Robaina benannt, der auch die Tabakmischungen entwickelte. Die Rechte an der Marke gehören jedoch dem kubanischen Volk. Die Vegas Robaina-Zigarren werden von Habanos SA hergestellt. Es werden dazu nur die besten Tabake des Vuelta Abajo verwendet.
Vegas Robaina ist eine Premiummarke und seit 1997 weltweit erhältlich (außer in den USA).

## Formate
Reguläre Produktion

Vegas Robaina 5 Aniversario

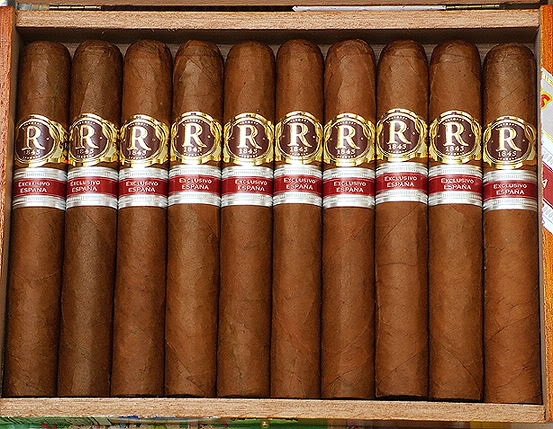
Vegas Robaina Maestros

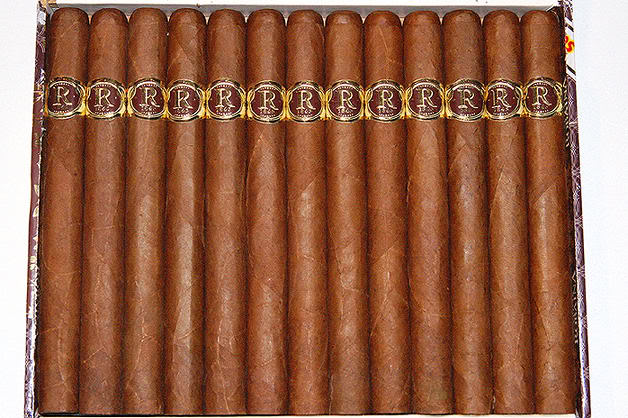
Vegas Robaina Don Alejandros

Handelsname - Vitola de Galera - Maße
- Clásicos - Cervantes - 165 × 16,5 mm (eingestellt)
- Don Alejandro - Prominentes - 194 × 19,5 mm (eingestellt)
- Familiares - Corona - 142 × 16,5 mm (eingestellt)
- Famosos - Hermosos No. 4 - 127 × 19 mm
- Unicos - Pirámides - 156 × 20,5 mm

## Sonderproduktionen
Seit 1999 gab es mehrere limitierte Sonderproduktionen. Diese Sonderproduktionen erschienen häufig als sogenannte "Regionales" Editionen, die nur in bestimmten Ländern erhältlich sind. Dabei wurden meist zwei unterschiedliche Zigarrenformate der Marke Vegas Robaina in einer aufwändigen Zigarrenkiste angeboten. Einige dieser Zigarrenformate waren nur in diesen Sondereditionen erhältlich. Solche Sonderproduktionen richten sich insbesondere an Zigarrensammler und Liebhaber der Marke.
- Siglo XXI Humidor (1999) - Jubiläumshumidor zur Feier des neuen Jahrtausends, Auflage 21 Stück. Er enthält 20 Unterschiedliche Marken je 100 Zigarren. Darunter die fünf regulären Formate von Vegas Robaina.
- Vegas Robaina "5 Aniversario" (2002) - Zum 5. Geburtstag der Marke während des Habanos-Festivals 2002 verfügbar, Auflage 83 Humidore. Inhalt 40 Don Alejandros, 40 Famosos, 3 Familiares mit modifizierten Bauchbinden. Ferner eine unbekannte Anzahl an einzelnen Zigarren. Verkauf erfolgte nur auf Kuba.
- Vegas Robaina "5. Aniversario Humidor" (2003) - Ebenfalls zum 5. Jubiläum der Marke Anfang 2003 aufgelegt, 500 Humidore. Inhalt je 20 Zigarren aller fünf Formate mit modifizierten Bauchbinden, weltweiter Verkauf.
- Robaina - Robusto No. 2 - 155 × 20,64 mm - Aufgelegt zum 15-jährigen Bestehen der 5th Avenue Products Trading GmbH, dem Habanos-Importeur für Deutschland. Hergestellt wurden 15.000 Zigarren, die in 15er Kisten verkauft wurden. Wurde zwar damals noch nicht als Edicion Regionales bezeichnet, gehört aber auf Grund ihrer Eckdaten (limitierte Produktionsmenge, Vertrieb auf nur einem Markt) zu dieser Serie.
- Maestros - Gorditos - 102 × 19,84 mm - Ediciones Regionales für Portugal im Jahre 2008, 20.000 Kisten zu je zehn Zigarren.
- Petit Robusto - Petit Robustos - 150 × 19,84 mm - Ediciones Regionales für Spanien im Jahre 2007, 600 Kisten zu je 25 Zigarren.
- Marshall - Petit Robustos - 150 × 19,84 mm - Ediciones Regionales für Kroatien im Jahre 2009, 1.500 Kisten zu je zehn Zigarren. Sollte ursprünglich 2008 als Gloria Cubana Marshall erscheinen, allerdings wurde auf Grund eines Markenrechtsstreits mit Swedish Match abgesehen. Das Logo der schon produzierten Kisten wurde mit einer Metallplakette überklebt.
- Petit Robaina - Petit Edmundo - 110 × 20,5 mm - Ediciones Regionales für Kanada im Jahre 20079, 1.200 Kisten zu je 25 Zigarren.
- Vegas Robaina "15 Aniversario" (2012–2013)- Zum 15. Geburtstag der Marke exklusiv von Intertabak in der Schweiz vertrieben. Enthält 25 Piramides und 25 Petit Belicoso Zigarren der Marke. Limitiert auf 200 Stück in Hochglanzlackierung mit adorini cigar heaven.